# Kingdom Come: Deliverance
Kingdom Come:Deliverance је акциона видео игра, развијена у ВорХорс Студиос (енгл. Warhorse Studios), а објављена од стране Дип Силвер (енгл. Deep Silver) за Microsoft Windows, PlayStation 4 и Xbox One 2018. године. Радња је постављена је у средњовековно Краљевство Бохемија, државу Светог римског царства, са фокусом на историјски тачном садржају.
Прича се одвија током рата у Бохемији 1403. По налогу мађарског краља Жигмунда, кумански плаћеници извршили су напад на рударско село Стрибрна Скалица, главни извор сребра. Један од преживелих тог масакра је Хенри (енгл. Henry), син ковача. Сиромашан и осветољубив, Хенри се придружује служби лорда Радзига Кобиле, који води покрет отпора против Жигмундове инвазије. Док Хенри спроводи правду за своју убијену породицу, истовремено се укључује у борбу која има за циљ да врати престолонаследника краља Бохемије и Жигмундовог полубрата, Ванцлава IV. Игра садржи разгранате линије приче, отворено окружење које подстиче поновно играње и укључује оружје, одећу, борбене технике и архитектуру раног 15. века, рекреирано уз помоћ архитекти и историчара.
Игра је добила претежно позитивне критике и бројне награде за игру године. Критичари су похвалили причу игре, пажњу на детаље и усредсређивање на реализам, док су критике биле усмерене на њене техничке грешке и багове.

## Игра
Kingdom Come: Deliverance је акциона игра улога постављена у open-world окружењу и која се игра из првог лица (енгл. first-person). Такође користи систем играња улога (енг. role-playing), омогућавајући играчу да прилагоди своје вештине и преузме улоге као што су ратник, песник, лопов или њихови хибриди. Способности и статистике напредују у зависности од тога шта играч ради и изабере кроз стабла разгранатих дијалога. Током разговора време које играчу потребно за доношење одлуке је ограничено и имаће утицај на његове односе са другима карактерима. Углед се заснива на избору играча и стога лоше одлуке могу имати лоше последице.
Тела и лица ликова настају комбинацијом више, појединачних комада са завршним додирима. Систем одеће садржи 16 слотова и предмета на многим деловима тела који могу бити слојевити. На пример, тешко оклопљени витез може да на свом горњем делу тела носи гамбезон, а затим оклоп од верижњаче, са табардом или кабаницом, за укупно четири одевна предмета на грудима. Свака врста одеће пружа различите нивое заштите од различитих врста оружја. Одећа такође постаје прогресивно ношена, прљавија или крвавија током употребе, што утиче на изглед лика. Играч може да користи различито оружје, укључујући мачеве, ножеве, секире, чекиће или лукове. Коњи су снажно представљени у игри, а осмишљени су тако да делују са својим АИ (енгл. AI), тј. програмираним карактером, док под контролом играча се крећу или скачу како би избегли мале препреке и опасности. Играч се такође може борити са коња и може користити свог коња за ношење предмета ако му треба додатног простора за инвентар, док ратни коњи такође могу бити компетентни борци са својим АИ. Седло се испоручује са пет слотова за оклоп и прикључке.
Kingdom Come: Deliverance такође садржи систем потреба који од играча захтева да спава и једе како би остао здрав. Опрема и одећа такође пропадају и захтевају поправку. Намирнице и други покварљиви предмети временом ће се покварити. Игра користи мини-игре базиране на вештинама/статистикама за многе од ових задатака, укључујући поправку оружја и оклопа, као и за прикупљање нових предмета крађом или џепарењем, дестилацијом алкохола или прављењем лекова. Игра користи оружје дугог и кратког домета које се заснива на физичком систему користећи инверзну кинематику за одређивање реакције оба борца на основу брзине и тежине ударца. Овај систем има за циљ да у борбу дода већу разноликост и реализам, заједно са разним основним борбеним потезима, па тако и комбинованим, од којих неки могу бити откључани стицањем вештина. Различито оружје има различите карактеристике што их чини корисним за различите сврхе. На пример, мач је брзо оружје за ударање и парирање, али није баш ефикасан против тешког оклопа.
Намера је да мисије буду нелинеарне, са више начина да се испуне циљеви како би се омогућило да више типова приче буду одрживи. Прича садржи неке крупне догађаје попут опсада замка и великих битака. Сваки лик који није играч НПЦ (енгл. NPC) има своју свакодневну рутину, а на сваку рутину играч може утицати. Ликови су у стању да реагују на све акције играча и њима прилагоде рутине. НПЦ ће пријавити злочине властима, које ће играча у складу с тим казнити, било новчаном казном или временом у затвору. Криминал ће утицати на економију и људи ће постати сумњичави или агресивни након нерешених злочина.

## Синопсис

### Свет
Kingdom Come: Deliverance се догађа почетком 15. века, у Краљевини Бохемији, делу Чешке круне и Светог римског царства на садашњој Чешкој. Доступно подручје игре налази се у регији између Сазаве и Ратаје на Сазави.
Остала насеља стварног света у игри укључују: Ледечко (чеш. Ledečko), Мрчоједи (чеш. Mrchojedy), Прибиславице (чеш. Přibyslavice ), Самопше (чеш. Samopše), манастир Сазава (чеш. Sázava Monastery), Стрибрна Скалице (чеш. Stříbrná Skalice), Талмберк (чеш. Talmberk), Ужице  (чеш. Úžice) и Враник (чеш. Vraník) .
Пре догађаја, Краљевином Бохемијом је владао Карло IV, свети римски цар, доживеши златно доба за време његове владавине. Након Карлове смрти, престо је заузео његов син, Ванцлав IV из Бохемије, уместо свог полубрата Жигмунда, краља Мађарске и Хрватске. Ванцлав би се показао празним, бескорисним владаром и сметња Боемском племству које га није могло контролисати. У храбром потезу, уз помоћ боемских племића, Жигмунд киднапује Ванцлава и започиње бруталну кампању освајања боемских земаља.

### Прича
У рударском граду сребра Стрибрна Скалице млади Хенри је обичан шегрт, живи са мајком и оцем Мартином који ради као ковач. Хенри и Мартин врше завршни рад на мачу нарученом за хетмана краља Ванцлава, сир Радзиг Кобилу, када Скалице напада војска куманских војника под Жигмундовом контролом. Жигмундов пријатељ, сир Маркварт вон Аулиц, убија Хенријеве родитеље, док Хенри бежи до најближег дворца Талмберг, упозоравајући свог господара, сир Дивиша, на нападе куманских трупа. Искористивши олују, сир Радзиг извлачи преживеле људе из Скалица и води их у Ратаје. У међувремену, Хенри је несрећан чињеницом да његови родитељи нису прописно сахрањени и повлачи се у Скалице укркос Дивишових наређења. Тамо се наилази и суочава са групом разбојника и њиховим вођом Рунтом, од којег убрзо бива поражен, након чега губи свој надређени мач. Хенријев живот спашава једна преживела становница Скалица, Тереза и Талмбергов капетан Робард, који га одводе у Ратаје.
Тражећи да му се врати очев мач како би се осветио за смрт његових родитеља, Хенри упознаје Сир Хануша од Липа (чеш. Hanuš of Lipá), који је вршио дужност лорда Ратаја као заштитника свог младог нећака, лорда Ханса Капона. Након што је Капона спасио од групе Кумана, Хенри је примљен као изасланик сер Радзига. Истражујући злочин разбојника на локалној фарми, Хенри открива скривени логор, у коме су смештени бандити и Куманци. Хенри напада логор са снагама сир Радзиг-а и Талмберга и убија Рунта, али не успева да пронађе наручени мач.
Хибридни камп наводи лордове да верују да неко потајно покушава подићи устанак. Хенри следи трагове како би открио групу разбојника и касније успешно инфилтрирао у њихове редове. Воде га у упориште бандита, проналазећи масивну скривену војску састављену од чешких плаћеника. Тамо наилази на Иштвана Тота, мађарског племића који је претходно био у посети лордовима. Тот препознаје Хенрија и открива му где држи очев мач. Хенри је заробљен и мучен, док Тот открива да планира користити плаћенике за заузимање земље, очекујући да ће га Жигмунд наградити када постане краљ. Даље открива и да је Хенри у ствари одбачени син Сир Радзига.
Уз помоћ бившег сељака Скалица Збишека, Хенри бежи из упоришта и упозорава на издајништво Лорд Тота. Радзиг признаје Хенрија као свог сина, али се и даље фокусира на тренутну ситуацију. Након регрутовања Сир Дивиша, Лордови се спуштају на упориште и брзо надвладавају супростављене снаге. Међутим, Тот и велики број његових плаћеника побегли су у Талмберг, где су заузели његов дворац, који је Дивиш оставио нечуван, а Дивишова супруга Стефани и сир Радзиг су узети за таоце. Без преосталих опција, Лордови се припремају за опсаду Талмберга.
Сир Дивиш је ангажовао Хенрија да доведе Конрада Кијсера, захтевавши изградњу требушета који би користили за рушење зидова замка. Лордови улазе у Талмберг и надвладавају Тотове снаге. Сир Хануш закључује споразум како би осигурао сигуран Тотов одлазак у замену за њихове таоце. Хенри и Радзиг размишљају о исходу ситуације. Хенри је разочаран губитком очевог мача и Тотовим и вон Аулицовим бекством од правде, мада га Радзиг теши да су на крају спашени животи због њихове части, племенитости и моралних принципа.
У сну Хенрија посећује његов отац Мартин, који је поносан на Хенрија због његове храбрости и издржљивости. Гледа како и његов отац и мајка нестају у светлости, након чега се буди, у племићкој одећи, са својим новим статусом лордовог сина.
У епилогу, Лордове посећује Јошт, моравски макрогроф и рођак краља Ванцлава, који предлаже план за успостављање стратешког савеза са Жигмундовим присталицама, који су уздрмани због побуне у родној Мађарској и плашећи се пораза, желе да коначно окончају рат. Иако Лордови нису сигурни у план, слажу се да ће спасити и вратити Ванцлава на трон и мирним путем прекинути налет Жигмунда. Хенри и Капон одлазе на пут да посете једног од Жигмундових савезника, Ота вон Берга, на његовом имању у Тросканском дворцу. Писмо у којем је изражена воља да се рат мирно оконча, Хенри напомиње да остаје његов лични циљ,а то је лов на вон Аулица и Тота и повратак мача његовог оца.

## Развој и излазак игре
Пројекат који је требао постати Kingdom Come: Deliverance је започео кораком Даниела Вавре (чеш. Daniel Vávra), који је напустио 2K Czech 2009. године. С малобројним тимом почео је тражити инвеститоре за пројекат. Вавра је у свој тим довео Мартина Климу (чеш. Martin Klíma), оснивача Алтар Гејмса (енгл. Altar Games), али договори са главним инвеститорима у Чешкој нису били успешни. Тим се припремао да одустане од пројекта, а онда је успешан приватни инвеститор, чешки милијардер Зденек Бакала (чеш. Zdeněk Bakala), обезбедио средства за развој прототипа игре. Warhorse Studios је основан 21. јула 2011. године.
Warhorse Studios је прво објавио да раде на "ненајављеној role-play игри" 9. фебруара 2012, пошто су на овај датум успешно лиценцирали CryEngine3. Након седамнаест месеци рада на прототипу, Warhorse је започео турнеју којом је прототип представљен разним међународним инвеститорима. Пројекат није створио жељу каквом су се надали, а сa смањењем ресурса, мали напредак је постигнут у правцу улагања.
22. јануара 2014, Warhorse Studios покренуо је јавно финансиону кампању путем Кикстартера (енгл. Kickstarter) са циљем да достигне 300.000 фунти, десет одсто буџета од 5.000.000, како би доказао инвеститору да постоји публика и жеља за њиховом игром. 20. фебруара 2014, фонд је завршен, прикупивши укупно 1,106,371 фунту. Чак и након завршетка кампање на кикстартеру, финансирање публике настављено је путем веб странице студија.
1. октобра 2014. Даниел Вавра објавио је путем YouTube видеа да је игра прикупила 2.002.547 долара од укупно 38.784 корисника. Датум покретања јавног приступа алфа верзији био је 22. октобар 2014. Бета је објављена за подршку 3. марта 2015. Дана 29. септембра 2016, објављено је да су Warhorse Studios потписали уговор са издавачким одељењем за игре Koch Media, Deep Silver, који су били одговорни за објављивање верзија за конзоле, као и за малопродајну рачунарску верзију. Музику за игру саставио је Adaptive music , чију су креатори Јан Валта и Адам Спорка, а њени делови су снимљени са симфонијским оркестром у Рудолфинуму.
Игра је пуштена широм света 13. фебруара 2018. Објављена је поправка за један дан са обимном исправком кода игре и начина игре. Вавра је изјавио да их је игра коштала 750 милиона круна, отприлике 36,5 милиона долара, укључујући трошкове маркетинга.
27. маја 2018, програмери су открили планове наставка. "From the Ashes" је први наставак и дозвољава играчу контролу над напуштеним селом које треба обновити. Уследиле су две приче наставка, "The Amorous Adventures of Bold Sir Hans Capon and Band of Bastards" објављене пре краја 2018. Још један нови садржај укључује борбене турнире, „прављење“ документарних филмова и видео записа „Борбена академија“. Четврта прича, "A Woman's Lot", стигла је почетком 2019. године, а подршка модингу требала је стићи касније. A Woman's Lot је бесплатна експанзија за присталице раног јавног финансирања. „Краљевско издање“, које укључује основну игру и сав додатни садржај, објављено је у јуну 2019. године.

## Рецензија
Kingdom Come:Deliverance је добио одличне критике за рачунарску верзију, док су верзије за PlayStation 4 и Xbox OneXbox One, критике углавном биле „мешовите или просечне“, према Metacritic агрегатору рецензија.
Destructoid је пре свега похвалио саму причу игре која се "споро крчка", као и сам борбени систем игре који је нешто што додатно појачава осећај реализма који се приказује кроз игру. Највећа критика је била на нестабилност саме игре и софтвера, али је наведено да уз пар нових закрпа игра далеко стабилнија него на почетку.
EGM је критиковао тешки систем за чување игре, дуго време учитавања и учесталост софтверских грешака у игри, жалећи се да су пријавaли на налоге 30 сати све укупног играња, док су игру играли око 19 сати, закључујући да би "оно што би могло бити интригантно, јединствено, ако донекле подлеже RPG-у потпуно осакаћен страшним системом чувања игре и техничким проблемима." Game Informer је на сличан начин критиковао грешке у систему чувања игре и софтвера, закључујући да „Ако вам се историјска поставка и фокусирање на реализам допадају, онда дубоки системи играња и методични темпо вреди учити. ... међутим,постоји безброј техничких питања која Kingdom Come захтева од вас да претрипите... све док програмер не скупи свеобухватни ремонт и полирање, требали бисте избегавати Хенријеву авантуру попут куге."
Game Revolution је био позитивнији у исказивању својих искуства, описујући игру као "када бисте укинули Скијриму (енг. Skyrim) фантастична створења и магију", и закључивши да је "направио довољно добро искуство али да захтева издржавање грешака и недостатака". GameSpot је идентификовао пажњу игре на ситне детаље и као позитивну и негативну тачку у игри, похваливши „Невероватну пажњу на историјске детаље“ и „Опсежне, животне задатке“, али критикујући „Превелико строга основна механика може да омета ваше уживање". IGN је похвалио игру због приче, ликова и борбеног система, док је критиковао њен недостатак техничког сјаја. Digitally Downloaded оценио је пажњу игре према детаљима, али је критиковао "малолетни" тон игре коју је игра попримила у неким њеним особинама, као што је "мушки мирис" као што је појачавач статистика, примање алфа мужјака за појачавање посетама борделима или потреба конзумирања алкохолна пића како би се сачувао напредак.
Критике су и код осталих агрегатора биле идентичне уколико не и исте, углавном постављањем акцента на добру причу и лоше техничке карактеристике игре.
Продајна места попут Котакуа (енг. Kotaku) приметила су да код изгледа да има више кварова и софтверских грешака на Xbox верзији игре и да закрпе за ажурирање решавају мање грешака него на осталим платформама.
Игра је достигла врхунац рачунајући на Стиму (енгл. Steam) од 95.863 играча одједном, надмашивши The Witcher 3: Wild Hunt и The Elder Scrolls V: Skyrim који је забележио 92.268 и 90.780 свих пикова свих времена.

### Контроверзе
Неке публикације и веб локације оптужиле су програмере да „избељују ликове“ због тога што у игри нису приказали људе у боји, као и за то да Куманце и Мађаре приказују као окрутне освајаче. Програмери су одговорили тврдећи да је игра историјски тачна и да тамнопути људи нису у значајном броју населили Бохемију раног 15. века.
Европски медији реаговали су на неке аспекте критике. Коментатор чешког листа "Лидове новини" (чеш. Lidové noviny) назвао је оптужбе "неадекватним" и тврдио да би већина Европљана одговорила да је било мало, ако и уопште, црнаца у раној централној Бохемији 15. века. Да бисте проценили да ли су не-бели људи живели у Бохемији из 15. века, немачки часопис М!Games поставили су питање Јоханнес Гутенберг Универзитету из Мајнца. Према њима, постојало је највише турских народа, попут Кумана (који се у игри појављују као непријатељи), али у супротном је присуство не-белаца је "упитно".
Неке од ових публикација такође су замериле ставовима режисера игре Даниела Вавре, који је гласни критичар онога што верује да је прогресивна пристраност у новинарству видео игара. Вавра повезује своје погледе на новинарство видео игара са #GamerGate. Даниел Вавра и Мартин Клима одговорили су на оптужбе у једном интервјуу, наводећи како би Вавра могао бити мало "брз са речима", извињавајући се свима који се осећају увређено.

### Продаја
На дан издавања, игра је прешла на листу Стим-ових најпродаванијих. Директор игре Даниел Вавра изјавио је да је игра продана у 500.000 примјерака током прва два дана, од чега је 300.000 било на Стиму. У року од две недеље од изласка, игра се продала у више од милион примерака на свим платформама. Годину дана након објављивања, игра је продата у преко 2 милиона примерака.
PlayStation 4 верзија Kingdom Come: Deliverance продата је 13.058 примерака током прве недеље продаје у Јапану, што ју је поставило на четврто место на табели продаје свих формата.

### Похвале
Пре пуштања у игру, игра је номинована на наградама Game Critics Awards и gamescom догађајима за „Best RPG“, при чему је на другом победу добила награду за "Best PC Game". У 2018. години игра је номинована и за „PC Game of the Year“ на додели награда Golden Joystick Awards.. Аутори звучног записа добили су „Посебно достигнуће у мултимедијалној награди“ на 2. Међународном фестивалу филмске музике и мултимедијалној звучној сцени Подебради. Игра је номинована на 1. награда за централну и источну Европу за „најбољу игру“ и „технологију“, освојивши награду за „наратив“.
| \| Година \| Награда \| Категорија \| Кандидат \| Резултат \| реф. \| \| ------ \| ------------------------------------------------------------------------ \| --------------------------------------- \| ------------------------- \| ---------- \| -------- \| \| 2017 \| Game Critics Awards \| Best RPG \| Kingdom Come: Deliverance \| Номинација \| [55] \| \| 2017 \| Gamescom \| Best PC Game \| Kingdom Come: Deliverance \| Освојено \| [56] \| \| 2018 \| Golden Joystick Awards \| PC Game of the Year \| Kingdom Come: Deliverance \| Номинација \| [58] \| \| 2018 \| International Festival of Film Music and Multimedia Soundtrack Poděbrady \| Special Achievement in Multimedia Award \| Jan Valta and Adam Sporka \| Освојено \| [59][60] \| \| 2018 \| Central and Eastern European Game Awards \| Best Game \| Kingdom Come: Deliverance \| Номинација \| [61] \| \| 2018 \| Central and Eastern European Game Awards \| Technology \| Kingdom Come: Deliverance \| Номинација \| [61] \| \| 2018 \| Central and Eastern European Game Awards \| Narrative \| Kingdom Come: Deliverance \| Освојено \| [61] \| \| 2018 \| Premios MundoBSO 2018 \| Mejor BSO juego o videojuego \| Jan Valta and Adam Sporka \| Номинација \| [62] \| \| 2018 \| Gamers' Choice Awards \| Fan Favorite Role Playing Game \| Kingdom Come: Deliverance \| Номинација \| [63] \| \| 2018 \| Titanium Awards \| Best Role-Playing Game \| Kingdom Come: Deliverance \| Номинација \| [64] \| \| 2018 \| Australian Games Awards \| RPG of the Year \| Kingdom Come: Deliverance \| Номинација \| [65] \| \| 2018 \| Dare To Game: Awards \| RPG of the Year \| Kingdom Come: Deliverance \| Освојено \| \| \| 2018 \| Dare To Game: Awards \| Game of the Year \| Kingdom Come: Deliverance \| Освојено \| \| \| 2018 \| Dare To Game: Awards \| Developer of the Year \| Warhorse Studios \| Освојено \| \| \| 2019 \| Player's Awards \| Game of the Year \| Warhorse Studios \| Номинација \| [66] \| \| 2019 \| Player's Awards \| Game Story of the Year \| Warhorse Studios \| Номинација \| [66] \| \| 2019 \| Player's Awards \| RPG Game of the Year \| Warhorse Studios \| Освојено \| [66] \| \| 2019 \| Player's Awards \| PC Game of the Year \| Warhorse Studios \| Освојено \| [66] \| \| 2019 \| Player's Awards \| Czech-Slovak Game of the Year \| Warhorse Studios \| Освојено \| [66] \| \| 2019 \| Player's Awards \| Game Soundtrack of the Year \| Warhorse Studios \| Номинација \| [66] \| \| 2019 \| Czech Game of the Year Awards \| Developer's Award - Main Award \| Warhorse Studios \| Номинација \| \| \| 2019 \| Czech Game of the Year Awards \| Game Journalists Award \| Warhorse Studios \| Номинација \| \| \| 2019 \| Czech Game of the Year Awards \| Youtuber's Award \| Warhorse Studios \| Освојено \| \| \| 2019 \| Czech Game of the Year Awards \| Audiovisual Execution \| Warhorse Studios \| Номинација \| \| \| 2019 \| Czech Game of the Year Awards \| Best Game Design \| Warhorse Studios \| Освојено \| \| \| 2019 \| Czech Game of the Year Awards \| Best Technological Solution \| Warhorse Studios \| Освојено \| \| |                                                                          |                                         |                           |            |               |
| Година | Награда                                                                  | Категорија                              | Кандидат                  | Резултат   | реф.          |
| 2017 | Game Critics Awards                                                      | Best RPG                                | Kingdom Come: Deliverance | Номинација | [ 55 ]        |
| 2017 | Gamescom                                                                 | Best PC Game                            | Kingdom Come: Deliverance | Освојено   | [ 56 ]        |
| 2018 | Golden Joystick Awards                                                   | PC Game of the Year                     | Kingdom Come: Deliverance | Номинација | [ 58 ]        |
| 2018 | International Festival of Film Music and Multimedia Soundtrack Poděbrady | Special Achievement in Multimedia Award | Jan Valta and Adam Sporka | Освојено   | [ 59 ] [ 60 ] |
| 2018 | Central and Eastern European Game Awards                                 | Best Game                               | Kingdom Come: Deliverance | Номинација | [ 61 ]        |
| 2018 | Central and Eastern European Game Awards                                 | Technology                              | Kingdom Come: Deliverance | Номинација | [ 61 ]        |
| 2018 | Central and Eastern European Game Awards                                 | Narrative                               | Kingdom Come: Deliverance | Освојено   | [ 61 ]        |
| 2018 | Premios MundoBSO 2018                                                    | Mejor BSO juego o videojuego            | Jan Valta and Adam Sporka | Номинација | [ 62 ]        |
| 2018 | Gamers' Choice Awards                                                    | Fan Favorite Role Playing Game          | Kingdom Come: Deliverance | Номинација | [ 63 ]        |
| 2018 | Titanium Awards                                                          | Best Role-Playing Game                  | Kingdom Come: Deliverance | Номинација | [ 64 ]        |
| 2018 | Australian Games Awards                                                  | RPG of the Year                         | Kingdom Come: Deliverance | Номинација | [ 65 ]        |
| 2018 | Dare To Game: Awards                                                     | RPG of the Year                         | Kingdom Come: Deliverance | Освојено   |               |
| 2018 | Dare To Game: Awards                                                     | Game of the Year                        | Kingdom Come: Deliverance | Освојено   |               |
| 2018 | Dare To Game: Awards                                                     | Developer of the Year                   | Warhorse Studios          | Освојено   |               |
| 2019 | Player's Awards                                                          | Game of the Year                        | Warhorse Studios          | Номинација | [ 66 ]        |
| 2019 | Player's Awards                                                          | Game Story of the Year                  | Warhorse Studios          | Номинација | [ 66 ]        |
| 2019 | Player's Awards                                                          | RPG Game of the Year                    | Warhorse Studios          | Освојено   | [ 66 ]        |
| 2019 | Player's Awards                                                          | PC Game of the Year                     | Warhorse Studios          | Освојено   | [ 66 ]        |
| 2019 | Player's Awards                                                          | Czech-Slovak Game of the Year           | Warhorse Studios          | Освојено   | [ 66 ]        |
| 2019 | Player's Awards                                                          | Game Soundtrack of the Year             | Warhorse Studios          | Номинација | [ 66 ]        |
| 2019 | Czech Game of the Year Awards                                            | Developer's Award - Main Award          | Warhorse Studios          | Номинација |               |
| 2019 | Czech Game of the Year Awards                                            | Game Journalists Award                  | Warhorse Studios          | Номинација |               |
| 2019 | Czech Game of the Year Awards                                            | Youtuber's Award                        | Warhorse Studios          | Освојено   |               |
| 2019 | Czech Game of the Year Awards                                            | Audiovisual Execution                   | Warhorse Studios          | Номинација |               |
| 2019 | Czech Game of the Year Awards                                            | Best Game Design                        | Warhorse Studios          | Освојено   |               |
| 2019 | Czech Game of the Year Awards                                            | Best Technological Solution             | Warhorse Studios          | Освојено   |               |

## Званични сајт
Kingdom Come: Deliverance